# Благодійна Україна – 2015
Основна стаття: Національний конкурс «Благодійна Україна»
«Благодійна Україна — 2015», також IV національний конкурс «Благодійна Україна»
Початок IV національного конкурсу «Благодійна Україна» було оголошено 14 вересня 2015 року.
Конкурс проводився у 10 основних та 4 спеціальних номінаціях, а також 3 номінаціях під патронатом Міністерства соціальної політики України. У конкурс було введено спеціальну номінацію для відзначення зарубіжних доброчинців — «Благодійник: допомога з-за кордону». Три номінації для відзначення волонтерської роботи — «Волонтер: фізична особа», «Волонтер: організація» та «Корпоративне волонтерство» — запровадило у рамках конкурсу Міністерство соціальної політики України, яке стало його співрганізатором. Спеціальних відзнак Оргкомітету для благодійників, які найбільш ефективно працюють у визначених напрямах, стало на одну більше: до сфер культури, освіти, медицини і соціального захисту додалася допомога захисникам України.
Збір конкурсних заявок тривав до 15 лютого 2016 року. Цього року, задля максимальної прозорості у публічності процесу висування номінантів, реєстрація заявок паралельно проходила у соціальній мережі Facebook.
Загалом на конкурс надійшло 712 заявок від благодійників з усіх куточків України. Найбільша кількість заявок — 135 — подана у номінацію «Благодійна акція (проект, програма) року». Великий «конкурс» у номінації «Благодійник: дитяча або молодіжна організація (спільнота)» — 105 заявок. На третьому місці — нова номінація «Волонтер: організація»: 81 заявка. Значна кількість заявок надійшла також у номінації «Благодійник — неурядова організація», «Благодійник: регіональний благодійний фонд (організація)», «Волонтер: фізична особа». За географічним параметром лідирує Житомирська область — 145 заявок. На другому місці Вінниччина — 120 заявок, місто Київ із 79 заявками — третє. З 13 заявок, поданих у номінацію «Благодійник: допомога з-за кордону», 5 заявок представляють благодійників Німеччини, 2 заявки — Сполучених Штатів Америки, по одній заявці — Італії, Канади, Нідерландів, Польщі, Франції та Чехії. За напрямами доброчинної роботи кількість заявок розподілилася наступним чином: медицина — 135, освіта — 172, культура — 159, соціальна робота — 523, допомога захисникам України — 344.
Традиційна спільна прес-конференція Оргкомітету, Конкурсної комісії, Наглядової ради та Медіа-ради, на якій оголошують імена лауреатів конкурсу (по три благодійники в усіх конкурсних номінаціях), відбулася 17 березня 2016 року. 15 номінацій оцінювала Конкурсна комісія, переможців у спеціальній номінації «Благодійність в медіа» визначала Медіа-рада. Голосування у номінації «Народний благодійник» було скасовано після того, як користувачі виявили технічну помилку, яку виявилося неможливим швидко усунути у рамках існуючої форми для голосування.
Церемонія нагородження переможців пройшла 24 березня 2016 в Києві у приміщенні Національного культурно-мистецького і музейного комплексу «Мистецький Арсенал». Переможці отримали найвищу доброчинну нагороду України — «Янгола Добра», а лауреати — пам’ятні дипломи.

### Церемонія нагородження
Третій рік поспіль церемонія нагородження переможців конкурсу пройшла в НКММК «Мистецький Арсенал». Її провели Заслужена артистка України, журналіст і співачка, член Наглядової ради Національного конкурсу «Благодійна Україна» Анжеліка Рудницька і голова оргкомітету конкурсу, Президент Асоціації благодійників України Олександр Максимчук.
Оголосити найкращих і вручити їм нагороди організатори запросили відомих українців. Участь у церемонії взяли Дружина Президента України Марина Порошенко, Патріарх Київський та усієї Руси-України Філарет, Народний депутат України Микола Княжицький, заступник Міністра соціальної політики України Віталій Мущинін, Голова Наглядової ради Міжнародного благодійного фонду «Україна 3000» Катерина Ющенко, письменник і видавець Іван Малкович, Голова Державної Регуляторної служби Ксенія Ляпіна, член Наглядової ради конкурсу «Благодійна Україна», Заслужена артистка України Марина Одольська, громадські діячі, а також широке коло доброчинців та людей, небайдужих до розвитку благодійності в Україні. Перед початком церемонії до всіх присутніх звернувся Святіший Патріарх Філарет.
Переможці отримали унікальні нагороди – бурштинові «Янголи Добра», а лауреати – пам’ятні дипломи. Нагороди створені дизайн-студією Асоціації «Український бурштиновий світ». Також усі переможці отримали в подарунок комплекти книжок.
Були вручені Спеціальні відзнаки оргкомітету «Кращий благодійник» за напрямами діяльності – медицина, освіта, культура, соціальна робота, допомога захисникам України. Почесною відзнакою та «Янголом Добра» Оргкомітет конкурсу вшанував пам’ять відомої журналістки і волонтерки Ірини Гавришевої, яка померла у січні 2016 року. Окрім цього, була відзначена робота чотирьох організацій, що акумулюють та контролюють використання допомоги з-за кордону – їм були вручені відзнаки «За допомогу народу України у захисті гідності та незалежності».
На церемонії нагородження виступили оперна співачка Олена Гребенюк, Заслужені артистки України Анжеліка Рудницька і Марина Одольська, Мистецька сотня «Гайдамаки».

### Регіональні конкурси
Регіональна компонента IV Національного конкурсу «Благодійна Україна» складалася з семи етапів. Найкращих благодійників обирали в Одеській, Херсонській, Львівській, Житомирській, Івано-Франківській, Вінницькій областях. Також вперше відбувся конкурс для благодійників на районному рівні – «Благодійна Бердичівщина».

### Організатори
Засновник конкурсу — Асоціація благодійників України, співзасновники — МБФ «Україна 3000», Міністерство соціальної політики України.

### Керівні органи

#### Організаційний комітет
- Голова Оргкомітету — Олександр Максимчук, Президент Асоціації благодійників України.
- Секретар Оргкомітету — Катерина Соболева-Зоркіна, директор з розвитку та комунікацій Асоціації благодійників України.

#### Наглядова рада
- Сергій Фоменко, Голова Наглядової ради
- Марія Бурмака
- Анжеліка Рудницька
- Іван Малкович
- Оксана Забужко
- Іван Леньо

#### Конкурсна комісія
- Маргарита Січкар, громадський діяч, Голова Конкурсної комісії.
- Марина Криса, президент благодійного фонду «Приятелі дітей».
- Лариса Мудрак, незалежний медіа-експерт та громадський діяч.
- Олександр Олійник, віце-президент Асоціації благодійників України, секретар конкурсної комісії.
- Оксана Сулима, начальник Управління у справах людей похилого віку та надання соціальних послуг Мінсоцполітики.
- Катерина Ющенко, Голова Наглядової ради МБФ «Україна 3000».

В оцінюванні також взяли участь 38 незалежних експертів.

#### Медіа-рада
- Лариса Мудрак, незалежний медіа-експерт, Голова Медіа-ради.[14]
- Галина Бабій, музикознавець, журналіст, ведуча програм Українського радіо та Громадського радіо.
- Інна Кузнєцова, головний редактор Київського бюро Української служби «Радіо Свобода».
- Андрій Куликов, журналіст, медіа-експерт, телеведучий.
- Тетяна Ляховецька, телевізійний продюсер, волонтер.
- Олег Наливайко, голова Державного комітету телебачення і радіомовлення України.
- Олена Розвадовська, журналіст.
- Віктор Шлінчак, співзасновник ТОВ «Українські медійні системи», керівник проекту «Главком».

#### Партнери
- Українська торгово-промислова конфедерація
- Національний культурно-мистецький та музейний комплекс «Мистецький Арсенал»